# Scopula internataria
Scopula internataria är en fjärilsart som beskrevs av Walker 1861. Scopula internataria ingår i släktet Scopula och familjen mätare. Inga underarter finns listade.